# Cualac (Guerrero)
Cualacest une ville et le siège de la municipalité de Cualac, dans l'état de Guerrero, au sud-ouest du Mexique.